# Syllepsis (Botanik)
In der Botanik bezeichnet Syllepsis die Entstehung von Seitentrieben beim Längenwachstum der Mutterachse, ohne dass dabei ein Knospenstadium durchlaufen wird. Es fehlen daher die Knospenschuppennarben. Die sylleptisch angelegten Triebe werden auch als Bereicherungszweige bezeichnet. Syllepsis tritt wahrscheinlich bei allen Jungpflanzen der heimischen Holzarten auf und ist ein Zeichen für hohe Wuchskraft. Auch Schadereignisse (Feuer) können einen sylleptischen Austrieb verursachen.
Syllepsis leitet sich von griechisch συλληψις „Zusammenfassung“ ab, da die sylleptischen Triebe zusammen mit dem diesjährigen Spross austreiben. Der Begriff wurde von Hellmut Späth 1912 in seiner Dissertation Der Johannistrieb. Ein Beitrag zur Kenntnis der Periodizität und Jahresringbildung sommergrüner Holzgewächse eingeführt.